# Eric Harrison
Eric John Harrison (Surry Hills, 7 de septiembre de 1892-Chatswood, 26 de septiembre de 1974) fue un político y diplomático australiano. Fue el líder adjunto inaugural del Partido Liberal (1945-1956) y ministro del gobierno bajo cuatro primeros ministros. Más tarde fue Alto Comisionado en el Reino Unido de 1956 a 1964.
Harrison nació en Sídney y dejó la escuela a la edad de trece años. Sirvió en el Ejército de Australia durante la Primera Guerra Mundial y después del final de la guerra se convirtió en gerente de una fábrica textil. Harrison fue elegido miembro de la Cámara de Representantes en 1931, en representación del Partido Australia Unida (UAP). Se desempeñó brevemente como ministro del Interior en 1934, bajo Joseph Lyons, y regresó al ministerio en 1938. Durante los siguientes tres años ocupó cargos en los gobiernos de Lyons, Earle Page, Robert Menzies y Arthur Fadden.
En 1944, Harrison reemplazó a Billy Hughes como líder adjunto del UAP. Cuando se formó el nuevo Partido Liberal al año siguiente, fue elegido para el mismo cargo. En el segundo gobierno de Menzies, Harrison ocupó varias carteras relacionadas con la defensa. También fue nombrado líder inaugural de la Cámara de Representantes en 1951. Harrison dejó la política en 1956 para convertirse en Alto Comisionado del Reino Unido. Se retiró en 1964 y padeció la enfermedad de Parkinson en años posteriores. Su hija, Shirley Walters, lo siguió en la política y se convirtió en la primera mujer en representar a Tasmania en el Senado.

## Primeros años
Harrison nació en Surry Hills, Sídney Nueva Gales del Sur, hijo de Arthur Hoffman Harrison y Elizabeth Jane (de soltera Anderson). Su padre, que trabajaba como pintor y decorador, nació en Inglaterra, mientras que su madre nació en Irlanda. Harrison asistió a la Escuela Pública Superior de Crown Street hasta los trece años, cuando dejó la escuela para trabajar en la industria textil. Finalmente se convirtió en el gerente de una de las fábricas propiedad de James Anderson Murdoch. En octubre de 1916, Harrison se unió a la Fuerza Imperial Australiana y sirvió en el frente occidental desde diciembre de 1917 en la 5.ª Brigada de Artillería de Campaña. Fue ascendido a sargento en mayo de 1918 y remó en la Royal Henley Peace Regatta en 1919. Después de regresar a Australia y recibir su baja, Harrison se casó con Mary Cook McCall en 1920.

## Carrera política

### Años 1930
Aunque Harrison no había sido políticamente activo anteriormente, en 1931 estableció una rama de la All for Australia League de Joseph Lyons en el suburbio de Auburn en Sídney, dentro del electorado de Jack Lang, con protección policial. En las elecciones generales de diciembre de 1931 derrotó a Walter Marks por el escaño de Wentworth en la Cámara de Representantes, aunque ambos habían sido respaldados por el Partido Australia Unida (UAP). Fue nombrado ministro del Interior desde el 12 de octubre de 1934 en el segundo ministerio de Lyon, pero perdió el cargo el 9 de noviembre de 1934 en el tercer Ministerio de Lyon, creado para albergar al Partido del Campo. Durante este período, prohibió la entrada en Australia del activista antifascista checoslovaco Egon Erwin Kisch.
En noviembre de 1938, Harrison fue designado ministro sin cartera que administraba los Territorios Exteriores, y en abril de 1939 fue nombrado director general de Correos y ministro de Repatriación en el primer ministerio de Robert Menzies, cuando el Partido del Campo abandonó la coalición.

### Segunda Guerra Mundial
Cuando el Partido del Campo regresó a la Coalición en marzo de 1940, Harrison nuevamente quedó fuera del ministerio. Fue nombrado ministro de Comercio y Aduanas en el tercer ministerio de Menzies en octubre de 1940. Se destaca por poner a disposición una ración de papel de periódico para el Daily Mirror de Ezra Norton en 1941, al tiempo que restringía el racionamiento general de papel de periódico.
Harrison fue un gran partidario de Menzies, como lo siguió siendo después de la Segunda Guerra Mundial. Pasó a la oposición con la derrota del gobierno de Arthur Fadden en octubre de 1941 y casi pierde su escaño ante la suffragette y candidata del Partido Laborista Australiano Jessie Street en diciembre de 1943.
Harrison fue comisionado como oficial de la milicia en 1940 y en 1942 y 1943 fue oficial de enlace a tiempo completo con las fuerzas militares de los Estados Unidos en Australia. En una ocasión vistió uniforme en Canberra, lo que provocó que Eddie Ward lo denunciara como un falso soldado y lo acusara de haber sido miembro de la Nueva Guardia.
Su esposa murió en 1941 y en octubre de 1944 se casó con Linda Ruth Yardley (de soltera Fullerton), una viuda y empresaria.
Se convirtió en líder adjunto del UAP en abril de 1944. Cuando el UAP se incorporó al Partido Liberal de Australia a fines de 1944, Harrison se convirtió en su primer líder adjunto, ocupando el cargo hasta 1956. Fue el líder adjunto del Partido Liberal con más años de servicio hasta que su récord fue batido por Peter Costello en 2006.
Fue un crítico vocal de los gobiernos de John Curtin y Ben Chifley.

### Posguerra

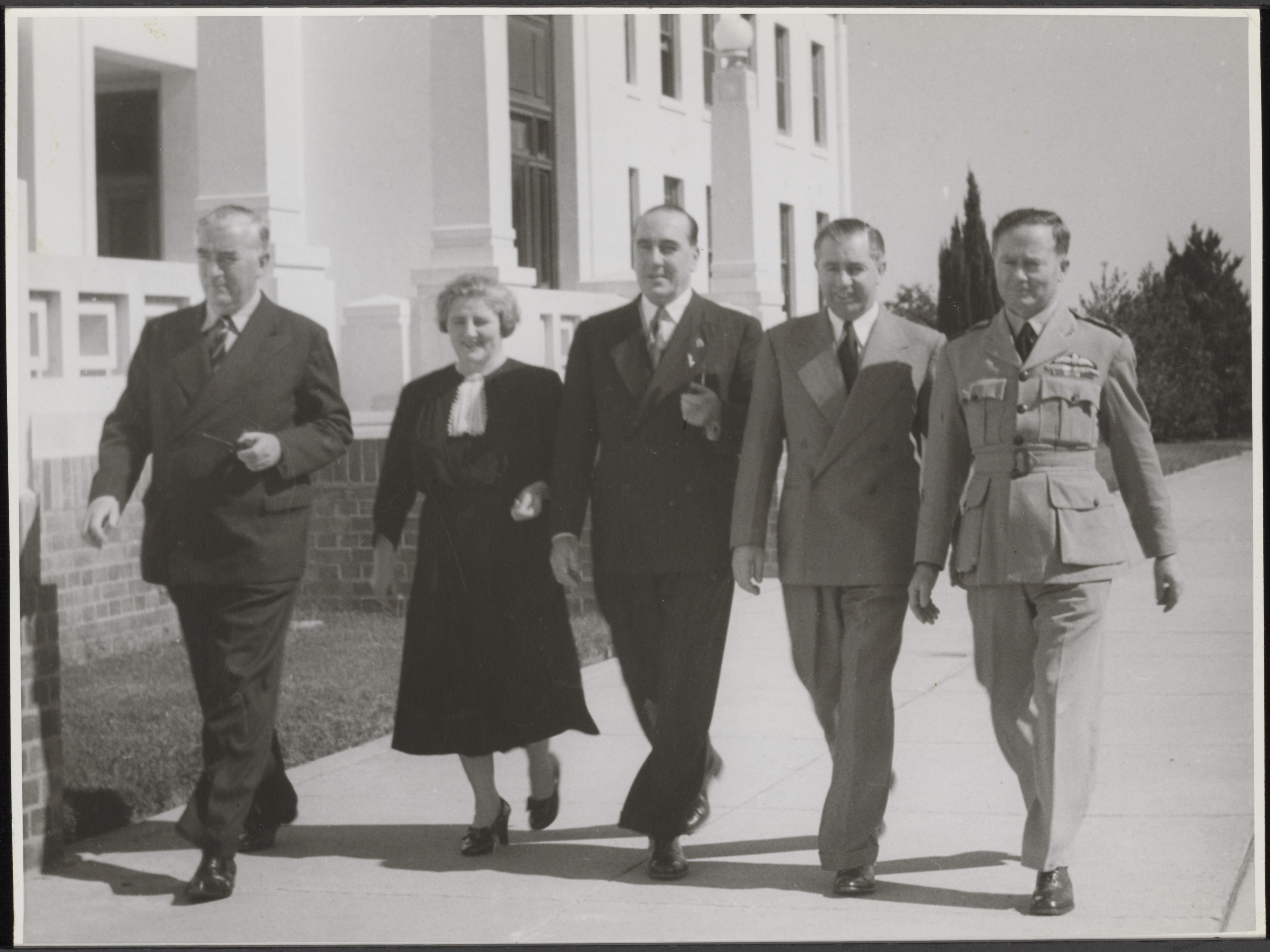
Robert Menzies, Enid Lyons, Eric Harrison, Harold Holt y Thomas White en 1946.

Tras la victoria del Partido Liberal en las elecciones de diciembre de 1949, Harrison se convirtió en el tercer miembro del gobierno, detrás de Menzies y el líder del Partido del Campo, Arthur Fadden.
Se desempeñó como ministro de Reconstrucción de Posguerra (hasta marzo de 1950) y ministro de Defensa en el ministerio de Menzies. Desde abril de 1950 hasta marzo de 1951 residió en Londres y en octubre de 1950 dejó la cartera de Defensa para pasar al ministerio del Interior. En mayo de 1951, fue nombrado ministro de Producción de Defensa y Vicepresidente del Consejo Ejecutivo en el quinto ministerio de Menzies y en el inaugural Líder de la Cámara. Desde noviembre de 1955 hasta febrero de 1956, también fue ministro del Ejército y ministro de Marina.
Harrison fue primer ministro interino durante dos semanas en junio de 1954, cuando Menzies estaba en Nueva Zelanda y Fadden se estaba recuperando de las heridas sufridas en un accidente automovilístico.

## Vida posterior
Harrison renunció al parlamento en 1956 y se convirtió en Alto Comisionado de Australia en Londres, donde fue un defensor abierto de la «Vieja Mancomunidad».
Los Harrison regresaron a Australia en septiembre de 1964 y se mudaron al suburbio de Castle Cove en Sídney. Murió en Chatswood a causa de la enfermedad de Parkinson y le sobrevivieron su esposa y las tres hijas de su primer matrimonio. Una de sus hijas fue Shirley Walters, senadora de Tasmania entre 1975 y 1993.

## Honores
Harrison fue nombrado Caballero Comendador de la Real Orden Victoriana (KCVO) en 1954 como resultado de ser ministro a cargo de la visita real de la reina Isabel II. Este fue un honor dentro del regalo personal de la reina. Fue nombrado Caballero Comendador de la Orden de San Miguel y San Jorge (KCMG) en 1961 por su servicio como Alto Comisionado en el Reino Unido.